# 卡斯特亞諾斯縣

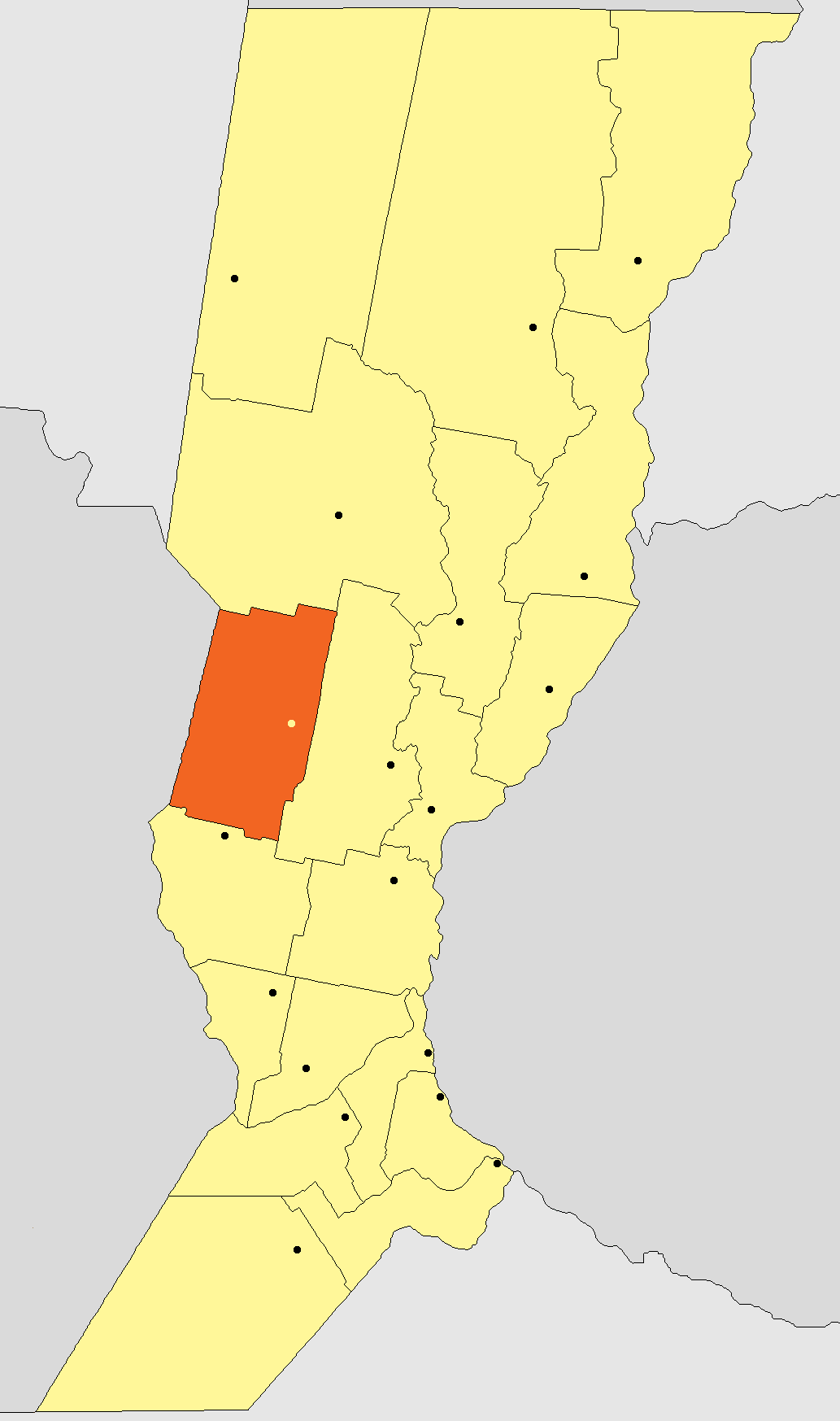

31°16′S 61°29′W / 31.267°S 61.483°W
卡斯特亞諾斯縣（西班牙語：Departamento Castellanos），是阿根廷的縣份，位於該國東北部聖大非省，首府設於拉斐拉，面積6,600平方公里，2010年人口178,902，人口密度每平方公里26.98人。